# Беттаніелла (озеро)
Беттаніелла (корс. Lavu à a Vetta Niella) — озеро на Корсиці, Франція. На висоті 2321 м його площа поверхні становить 0,075 км². Французькою мовою його іноді (і образливо) називають Беттаніелла або Ротондо. Це найбільше озеро на Корсиці.
| Озеро | Це незавершена стаття про озеро . Ви можете допомогти проєкту, виправивши або дописавши її. |